# Łódzkie Towarzystwo Cyklistów
Łódzkie Towarzystwo Cyklistów (niem. Lodzer Cyklisten Verein) – najstarszy klub kolarski w Łodzi, powstały w lipcu 1886 r.

## Historia
Łódzkie Towarzystwo Cyklistów powołali w lipcu 1886 r. m.in. Robert Resiger, Karol Bernhardt Steinert i Ryszard Steinert – łódzcy fabrykanci. W listopadzie 1886 r. uchwała ustanawiająca ŁTC została zalegalizowana przez gubernatora piotrkowskiego. Do ŁTC dołączali przede wszystkim młodzi ludzie pochodzący z zamożnych rodzin – głównie fabrykanckich rodów z Łodzi, Pabianic i Zgierza. Dostęp do klubu dla biedniejszych warstw społeczeństwa był utrudniony ze względu na konieczność opłacania miesięcznych składek, wynoszących 5 rubli oraz posiadania własnego roweru, którego koszt oscylował wokół 120 rubli. Klub skupiał niemal wyłącznie członków pochodzenia niemieckiego, w tym osoby m.in. następujące: Juliusz Teodor Heinzel, Adolf John, Bruno Biedermann, Robert Junior Biedermann, Alfred Biedermann, Emil Geyer, Ryszard Geyer oraz Leopold Kindermann. W 1893 r. wśród członków ŁTC można było wyróżnić tylko jednego fabrykanta pochodzenia żydowskiego – Władysława Barucha, a także kilku Polaków. ŁTC próbowało podkreślać i utrzymywać swój elitarny charakter, w związku z czym regularnie organizowało wspólne, uroczyste śniadania, wieczory taneczne organizowane zazwyczaj w Grand Hotelu, obchody Bożego Narodzenia. Cykliści pochodzenia polskiego w związku z brakiem możliwości dostania się do elitarnego, niemieckiego ŁTC zrzeszyli się w polskim Warszawskim Towarzystwie Cyklistów (powstałym w 1886 r.), zawiązując 19 lutego 1889 r. Konsulat Łódzki Warszawskiego Towarzystwa Cyklistów. ŁTC w 1886 r. rozpoczęło organizowanie pierwszych zawodów kolarskich na trasie Łódź - Ruda Pabianicka. Około 1908 r. powstała I łódzka sekcja tenisowa w ramach klubu, tenisiści rozgrywali swoje mecze w Parku Helenów. We wrześniu 1909 r. sekcja zorganizowała pierwszy turniej o mistrzostwo Łodzi, wygrany przez Karola Steinerta, a także przez Elzę Gehlig. W kolejnych latach sekcja ta rozgrywała turnieje wewnętrzne oraz spotkania zewnętrzne, m.in. z tenisistami Warszawskiego Koła Sportowego. W 1913 r. sekcja tenisowa ŁTC w wyniku zezwolenia władz przekształciło się w Łódzki Klub Lawntenisowy 1913 Działalność ŁTC przerwała I wojna światowa. Wznowiono ją 5 grudnia 1918 r. poprzez zjednoczenie ŁTC z powstałym w 1897 r. SS „Union”, formalnie fuzję zespołów zatwierdzono 12 grudnia 1918 r.

## Pozostała działalność
ŁTC na swoje potrzeby wydzierżawiło teren i urządziło tor do ćwiczeń obok kościoła Podwyższenia Krzyża Świętego przy ul. Przejazd 5, natomiast wewnątrz toru wybudowano kort tenisowy, na którym organizowano zawody. Ponadto zawodnicy klubu ćwiczenia gimnastyczne w sali gimnastycznej Müllera przy ulicy Widzewskiej.